# Euplecte ignicolore
Euplectes orix
Espèce
Statut de conservation UICN

 LC  : Préoccupation mineure
L'Euplecte ignicolore (Euplectes orix) est une espèce de passereau appartenant à la famille des Ploceidae.

## Répartition

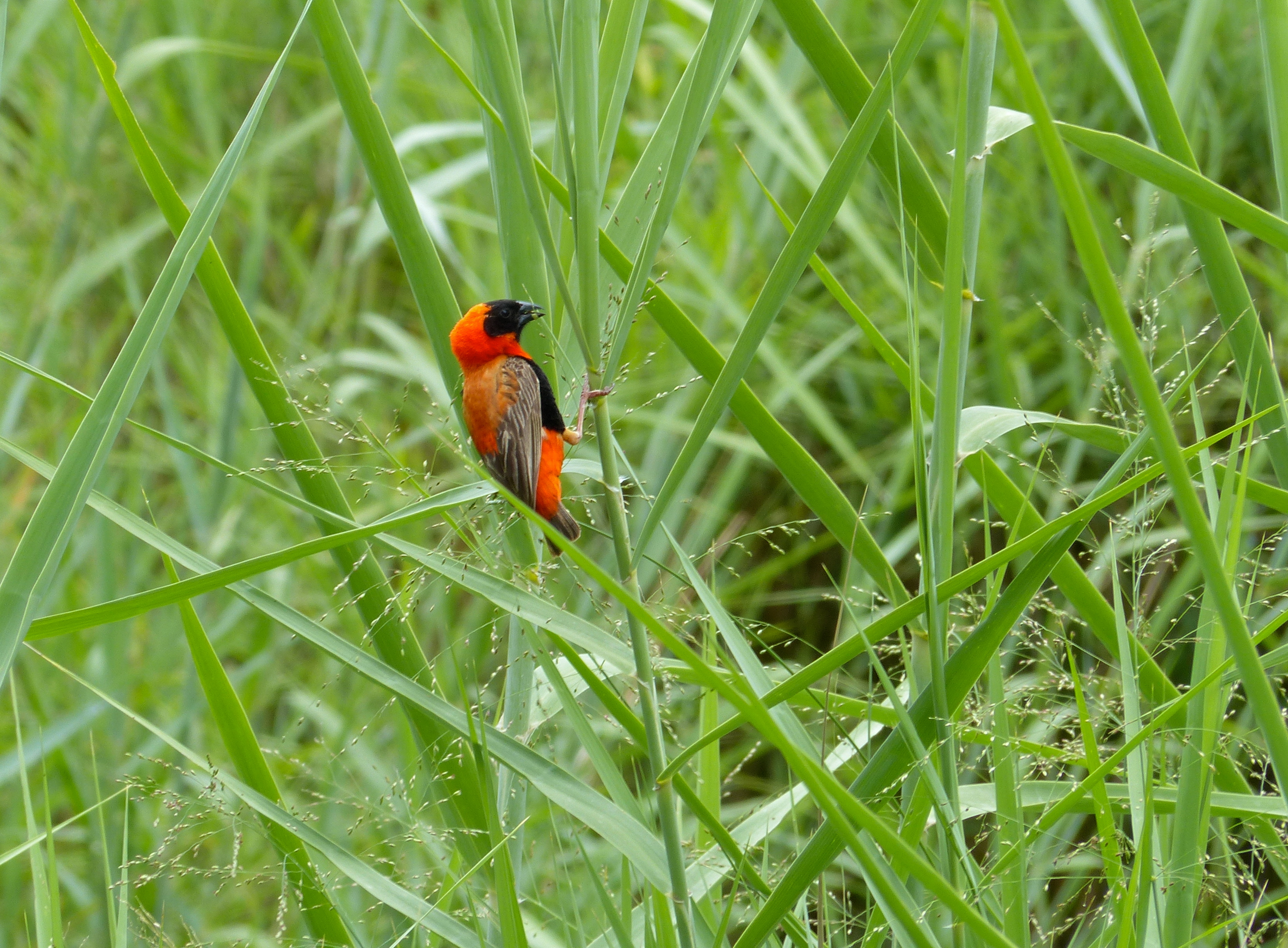
Euplectes orix (Parc national Kruger, Afrique du Sud)

l'Euplecte ignicolore est largement répandu en Afrique sub-Saharienne.

## Comportement
Euplectes orix est un oiseau territorial et polygyne. Le mâle construit plusieurs nids sur son territoire pour y attirer les femelles.